# Zinédine Zidane
Zinedine Yazid Zidane (sinh ngày 23 tháng 6 năm 1972), được biết đến phổ biến với biệt danh là Zizou, là huấn luyện viên bóng đá và cựu cầu thủ người Pháp thi đấu ở vị trí tiền vệ tấn công.
Zidane từng cùng Đội tuyển bóng đá quốc gia Pháp lên ngôi vô địch FIFA World Cup lần đầu tiên năm 1998 và ngôi vô địch UEFA Euro năm 2000. Ở cấp CLB, ông tỏa sáng trong màu áo của Juventus và Real Madrid, giúp 2 câu lạc bộ này giành nhiều danh hiệu ở châu Âu cũng như quốc gia. Với phong cách hào hoa, nhãn quan chiến thuật và kỹ thuật cá nhân điêu luyện, ông được đông đảo các cổ động viên và chuyên gia bóng đá coi như một trong những cầu thủ xuất sắc nhất của mọi thời đại. Cùng với Ronaldo de Lima, Zidane từng là cầu thủ lập kỉ lục về số lần được trao giải Quả bóng vàng thế giới của FIFA với 3 lần vào các năm 1998, 2000 và 2003. Ông cũng là chủ nhân của danh hiệu Quả Bóng Vàng năm 1998. Năm 2001, Zidane chuyển đến Real Madrid với mức phí chuyển nhượng lập kỉ lục thế giới lên đến 76 triệu euro.
Vào tháng 7 năm 2006, Zidane chính thức giã từ sự nghiệp cầu thủ với danh hiệu Quả bóng vàng World Cup 2006, sau khi cùng đội tuyển Pháp đoạt danh hiệu Á quân. Ông là một trong 4 cầu thủ ghi bàn trong 2 trận chung kết World Cup, cũng là một trong số 4 cầu thủ ghi nhiều bàn thắng nhất trong các trận chung kết World Cup với 3 bàn thắng. Ngoài ra Zidane còn để lại hình ảnh rất ấn tượng sau khi nhận thẻ đỏ trong trận chung kết vì húc đầu vào hậu vệ Marco Materazzi của đội tuyển Ý.
Zidane giành được nhiều danh hiệu cao quý dành cho tập thể (gồm World Cup, Euro, Champions League, giải Vô địch quốc gia) lẫn cá nhân (Quả bóng vàng thế giới, Quả bóng vàng châu Âu, Quả bóng vàng World Cup, Cầu thủ xuất sắc nhất Euro, Cầu thủ xuất sắc nhất châu Âu cấp câu lạc bộ, Cầu thủ xuất sắc nhất quốc gia (tại cả Pháp, Italia và Tây Ban Nha)).
Ông được lựa chọn trong danh sách 100 huyền thoại sống vĩ đại nhất của bóng đá thế giới (FIFA 100) vào năm 2004. Cũng trong năm này, ông được người hâm mộ ở châu Âu bầu chọn là "Cầu thủ xuất sắc nhất châu Âu" trong vòng 50 năm qua thông qua một cuộc bỏ phiếu trên Internet. Năm 2011, khi trang web chính thức của UEFA là Uefa.com tổ chức bầu chọn để trao giải cầu thủ xuất sắc nhất UEFA Champions League trong 20 năm trở lại đây, Zidane đã giành được giải này. Ông nhận được nhiều phiếu bầu nhất từ các nhà báo, các cầu thủ và người hâm mộ, xếp trên Lionel Messi.
Sau khi giã từ sân cỏ, Zidane trở lại câu lạc bộ Real Madrid để làm việc với vai trò là cố vấn cho chủ tịch câu lạc bộ. Ông từng là Giám đốc thể thao của câu lạc bộ này. Năm 2013, Zidane là trợ lý huấn luyện viên của Real Madrid vào góp phần đưa Real Madrid đến chức vô địch Champions League lần thứ 10 trong lịch sử. Năm 2014, Zidane được bổ nhiệm làm huấn luyện viên trưởng của đội trẻ Real Madrid. Ngày 4 tháng 1 năm 2016, Zinedine Zidane đã chính thức trở thành huấn luyện viên trưởng của Real Madrid sau khi Chủ tịch Florentino Perez quyết định sa thải Rafael Benítez và giúp câu lạc bộ này giành được 2 cúp C1 liên tiếp. Năm 2017, Zidane nhận danh hiệu "Huấn luyện viên xuất sắc nhất thế giới" do FIFA trao tặng, trở thành người đầu tiên đoạt giải thưởng cao nhất của FIFA trên cả hai cương vị cầu thủ và huấn luyện viên.
Năm 2018, Zidane trở thành HLV đầu tiên giành 3 chức vô địch UEFA Champions League liên tiếp. Chỉ 5 ngày sau trận chung kết, ông đã chính thức từ chức cương vị HLV. Ngày 12 tháng 3 năm 2019, ông trở lại dẫn dắt đội bóng sau khi Real sa thải huấn luyện viên Santiago Solari. Trong nhiệm kỳ thứ 2 dẫn dắt Real, ông giúp đội bóng giành La Liga 2019–20. Mùa hè năm 2021, Zidane tuyên bố từ chức huấn luyện viên trưởng câu lạc bộ sau hơn 2 năm dẫn dắt, thay thế cho ông là Carlo Ancelotti.

## Sự nghiệp câu lạc bộ

### Cannes

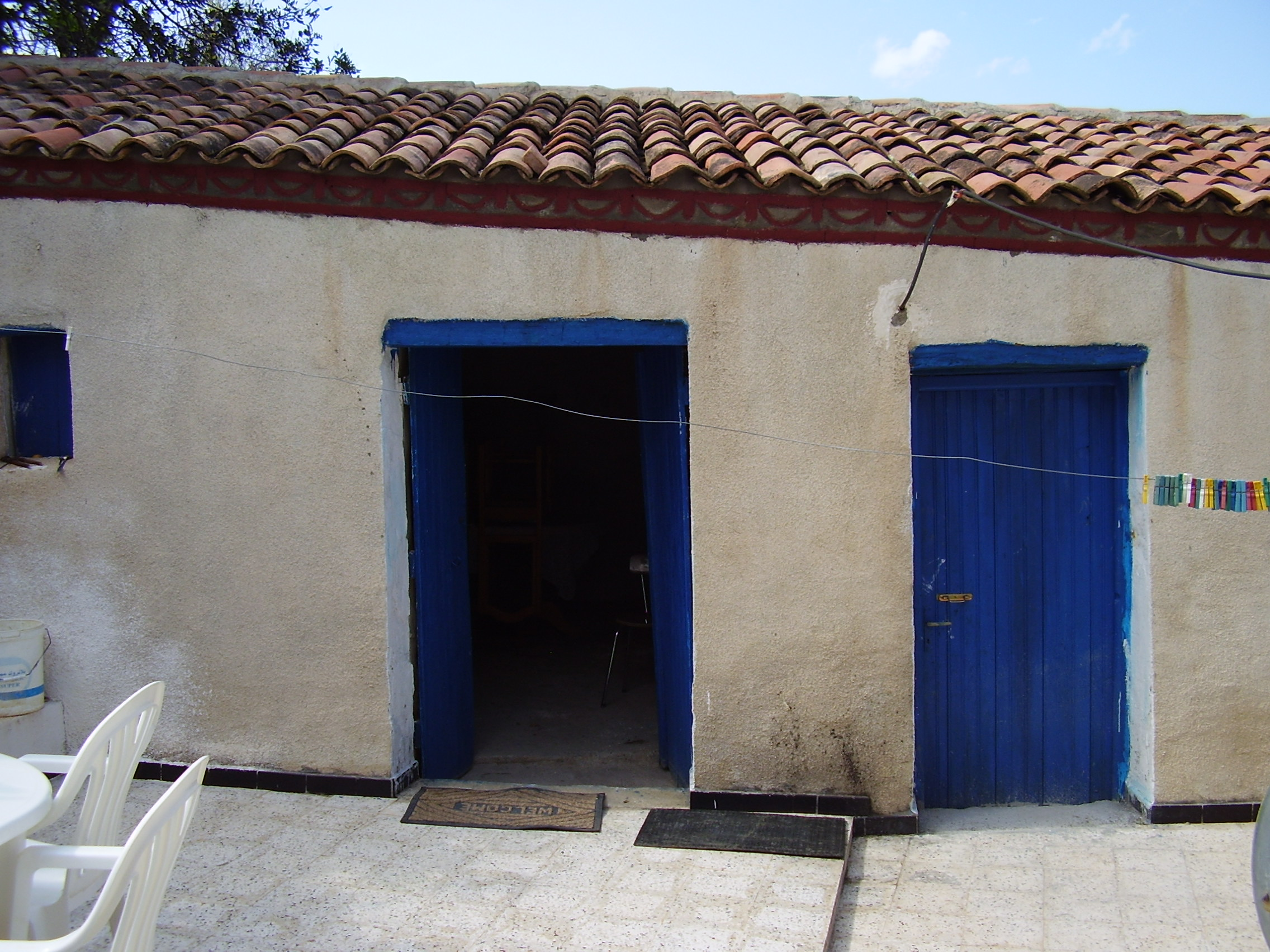
Nhà của Zidane tại Aguemone (Algérie)

Zidane được sinh ra ở thành phố cảng Marseille của Pháp và là con trai trong một gia đình nhập cư gốc Algérie. Cha và mẹ của ông, Smail và Malika, đã di cư từ làng Aguemone thuộc vùng Kabylie của Algérie năm 1953 đến định cư ở Paris, trước khi chuyển đến Marseille một vài năm sau.
Huấn luyện viên Jean Varraud của đội bóng thành phố Cannes ngay lập tức bị cuốn hút khi thấy cậu bé 14 tuổi chơi bóng. Ông mời Zidane về AS Cannes. Sau 6 tuần thử việc, Zidane được ký hợp đồng chuyên nghiệp đầu tiên trong cuộc đời.
Điều đáng tiếc là Zidane không được thi đấu cho đội bóng quê hương, đồng thời cũng là đội bóng ông ưa thích nhất: Marseille. Kể cả sau khi thành danh rồi, ông vẫn khao khát được một lần được mặc chiếc áo trắng của Marseille.

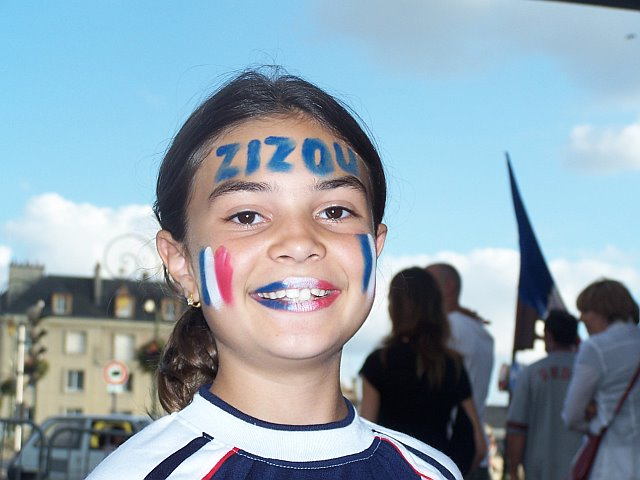
Zidane luôn là thần tượng tại Pháp

Zidane ra mắt ở giải hạng Nhất Pháp vào ngày 20 tháng 5 năm 1989 khi AS Cannes tiếp FC Nantes của Didier Deschamps và Marcel Desailly trên sân khách. Lúc đó, Zidane chưa đầy 17 tuổi. Đến ngày 8 tháng 2 năm 1991, ông ghi được bàn thắng đầu tiên và đội bóng "chịu hậu quả" cũng chính là Nantes. Phần thưởng cho bàn thắng đầu tiên là một chiếc ô tô do đích thân chủ tịch đã hứa tặng. Mùa bóng năm đó không thể thành công hơn với đội bóng thành phố biển. Họ được lên chơi ở cúp UEFA.
Tuy nhiên ngay năm sau, Cannes sớm bị loại khỏi cúp UEFA và bị xuống hạng.

### Bordeaux
Zidane chuyển đến FC Girondins de Bordeaux vào mùa hè năm 1992 khi vừa tròn 20 tuổi. Ông đã ghi 10 bàn thắng trong mùa bóng đầu tiên và 6 bàn trong 3 mỗi mùa bóng kế tiếp và trở thành linh hồn của đội bóng.
Ở đây, với sự kết hợp của bộ tam hoàn hảo gồm Zidane, Bixente Lizarazu và Christophe Dugarry ở ba tuyến, Bordeaux đã đoạt được cup Intertoto để bước vào đấu trường châu Âu bằng "cửa hậu".
Tại giải đấu này, Bordeaux đã gây bất ngờ lớn khi hạ gục A.C. Milan 3-0 sau khi thúc thủ 0-2 ở trận lượt đi nhờ sự toả sáng của Zidane và Dugarry.
Trong trận tứ kết với Real Betis, Zidane sút tung lưới đội bóng Tây Ban Nha này bằng một cú nã đại bác kinh điển từ khoảng cách 40 m. Ở trận bán kết với Slavia Praha, ông trình diện làng bóng đá thế giới cú lừa bóng điệu nghệ theo kiểu xoay người 180 độ (roulettes) và nhiều cầu thủ sau đó đã bắt chước.
Ở trận chung kết lượt đi với Bayern München, Zidane bị treo giò. Đội bóng rượu vang không Zidane đã để thua 0-2 và sau đó để mất chiếc cup UEFA năm 1996 vào tay đối thủ.
Ngay năm 1995, đội đương kim vô địch Premiership Blackburn Rovers F.C. đã có ý định ký hợp đồng với Zidane. Chính huấn luyện viên Kenny Dalglish công khai bày tỏ mong muốn có được Zidane và Dugarry trong đội hình. Tuy nhiên, khi đề nghị mua cầu thủ được đệ trình đến ông chủ của Blackburn là Jack Walker thì ông này đã tuyên bố: "Việc gì phải ký hợp đồng với Zidane khi đội ta đã có... Tim Sherwood?"

### Juventus
Nhưng các câu lạc bộ của bóng đá châu Âu hiểu rõ giá trị của Zidane. Năm 1996, Zidane chuyển đến Ý cho đội bóng Đương kim vô địch UEFA Champions League Juventus F.C. với phí chuyển nhượng là 3 triệu bảng Anh. Ông đã cùng đội bóng giành Scudetto mùa 1996-97 và cúp Liên lục địa, nhưng lại thất bại trong trận chung kết C1 năm với tỉ số 1-3 trước Borussia Dortmund. Ông đã ghi được 7 bàn trong 32 trận để giúp Juventus giữ lại Scudetto mùa tiếp theo nhưng cũng lần thứ hai liên tiếp thúc thủ trong trận chung kết C1, lần này là trước Real Madrid.
Juventus thi đấu không thành công ở cúp C1 năm 2000 - 2001, còn Zidane thì phải lĩnh chiếc thẻ đỏ khi húc đầu vào Jochen Kientz của Hamburger SV. Chiếc thẻ đỏ này cộng với chiếc thẻ đỏ ở Serie A trước đó khiến Zidane mất khá nhiều điểm trong cuộc bầu chọn Quả bóng Vàng năm đó.

### Real Madrid
Năm 2001, Zidane đã gia nhập "dải ngân hà" Real Madrid với 76 triệu euro, khoản phí chuyển nhượng tốn kém nhất trong lịch sử bóng đá trong một hợp đồng bốn năm.
Ông đã ghi được bàn thắng quyết định đem về cho Real chiếc cúp C1 thứ 9 và là chiếc cúp C1 đầu tiên của ông trong chiến thắng 2-1 trước Bayer Leverkusen năm 2002. Mùa tiếp theo, Zidane giúp CLB giành chức vô địch La Liga và ông lần thứ ba được FIFA bầu chọn là Cầu thủ xuất sắc nhất thế giới.
Ở Real lúc đó là cả một dải thiên hà với các sao sáng như Luís Figo, Roberto Carlos, David Beckham, Ronaldo, Raúl González... nhưng nhiều tờ báo cho rằng Zidane là khoảng 50% sức mạnh của Real.

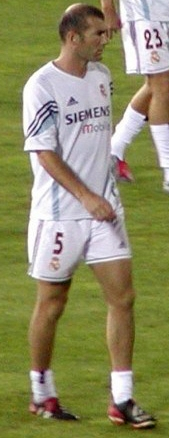
Zidane trong màu áo Real Madrid.

Năm 2004, người hâm mộ bình chọn ông là "Cầu thủ xuất sắc nhất châu Âu" trong vòng 50 năm qua thông qua một cuộc bỏ phiếu trên Internet. Cũng nhân dịp kỉ niệm 100 năm FIFA, ông được bầu chọn trong danh sách 100 cầu thủ tiêu biểu mọi thời đại của làng bóng đá (FIFA 100).
Zidane lập được cú hat-trick đầu tiên ở tuổi 33 trong chiến thắng 4-2 trước Sevilla FC, nhưng mùa bóng cuối cùng của Zidane ở Real đã "trắng tay". Vào ngày 7 tháng 5 năm 2006, Zidane chơi trận cuối cùng cho Kền kền trắng và cũng ghi được bàn thắng cuối cùng ở cấp độ CLB trong trận hoà 3-3 với Villarreal CF. Toàn đội bóng và CĐV đều mặc áo có đề "Zidane 2001-2006" để cảm ơn ông.
Zidane tuyên bố sẽ chính thức giải nghệ sau World Cup 2006.

## Sự nghiệp quốc tế
Zidane có quốc tịch kép của cả Pháp và Algérie, và do đó có đủ điều kiện để chơi cho đội tuyển quốc gia Algérie, nhưng huấn luyện viên Abdelhamid Kermali bị nhiều người cáo buộc là đã từ chối gọi Zidane vì ông cảm thấy Zidane chơi bóng khá lề mề. Tuy nhiên, trong một cuộc phỏng vấn vào năm 2005, Zidane đã bác bỏ thông tin này. Ông khẳng định mình không chơi cho đội tuyển Algeria vì ông đã chọn đội tuyển Pháp.
Ngày 17 tháng 8 năm 1994, ông lần đầu tiên được gọi vào đội tuyển quốc gia khi 22 tuổi trước đội tuyển Cộng hòa Séc trên chính sân Parc Lescure của Bordeaux. Ông vào sân ở phút 63 khi Pháp đang bị dẫn 0-2. Nhưng có Zidane trên sân, mọi thứ đã thay đổi. Ông ghi một cú đúp vào lưới đối thủ giúp Pháp có một trận hoà 2-2.
Từ đó, Zidane trở thành một cầu thủ không thể thiếu trong chiến lược trẻ hoá đội tuyển Pháp hướng tới World Cup 1998 của huấn luyện viên Aimé Jacquet. Bất chấp mọi lời chỉ trích, Jacquet đặt tất cả niềm tin vào Zidane và mạnh tay gạt bỏ những ngôi sao thành danh như Eric Cantona, David Ginola...

### Euro 1996
Euro 1996 là giải đấu quốc tế lớn đầu tiên của ông. Trong vai trò của tiền vệ kiến thiết, Zidane đã đưa đội tuyển Pháp lọt vào bán kết trước khi thất thủ trước CH Czech trên chấm phạt đền. Tuy nhiên, đây là giải đấu mà ông và cả đội tuyển Pháp không để lại nhiều ấn tượng.

### World Cup 1998
Đỉnh cao sự nghiệp của Zidane là chức vô địch thế giới năm 1998 với đội tuyển Pháp trên sân nhà. Tưởng chừng đó là một kỳ World Cup bỏ đi với ông khi ngay trong trận đấu bảng thứ 2, Zidane đã lĩnh thẻ đỏ trực tiếp khi đạp vào chân một hậu vệ của Ả Rập Xê Út. Thế nhưng, sau khi Pháp chật vật lọt qua vòng 2 bằng chiến thắng ở phút cuối cùng của hiệp phụ trước Paraguay, Zidane đã trở lại và toả sáng rực rỡ. Đỉnh điểm là hai cú đánh đầu thành bàn trong trận chung kết với Brasil giúp Pháp lần đầu đăng quang.

### Euro 2000
Zidane tiếp tục thăng tiến với đội tuyển Pháp bằng chức vô địch Euro 2000. Pháp trở thành đội đầu tiên giữ cả hai chức vô địch thế giới và châu Âu kể từ khi Đội tuyển bóng đá quốc gia Tây Đức vô địch vào năm 1974. Ông ghi một bàn thắng vào lưới Tây Ban Nha bằng cú sút phạt thần sầu, rồi bàn thắng vàng loại Bồ Đào Nha khỏi bán kết. Zidane được bình chọn là cầu thủ xuất sắc nhất của Euro 2000.

### World Cup 2002
Trước kì World Cup 2002 diễn ra, Pháp thống lĩnh mọi danh hiệu của làng bóng đá. Và ngay cả những người hoài nghi nhất cũng phải thừa nhận họ là ứng cử viên số 1, là vô đối. Nhưng trước khi WC diễn ra đúng một tuần, Zidane dính chấn thương đùi trong trận giao hữu với Hàn Quốc. Vì thế, Zidane phải ngồi ngoài 2 trận đấu đầu tiên. Vắng ông, Pháp như bị mất hết sức mạnh và nhuệ khí và chịu thua 0-1 trước "đàn em" Sénégal rồi hoà không bàn thắng với Uruguay trong một trận cầu mà Thierry Henry phải lĩnh thẻ đỏ.
Dù chưa lành vết thương nhưng Zidane phải nén đau ra chơi trận đấu quyết định với Đan Mạch nhưng ông cũng không thể giúp gì cho đội Pháp đã rệu rã. Pháp kết thúc World Cup 2002 trong sự hổ thẹn khi về nước mà không ghi nổi một bàn thắng.

### Euro 2004
Ngày 25 tháng 6 năm 2004, sau khi Pháp bị Hy Lạp loại khỏi Euro 2004, Zidane tuyên bố từ giã sự nghiệp bóng đá quốc tế. Tuy nhiên, khi thấy đội Pháp quá chật vật với vòng loại World Cup 2006, theo lời mời của Huấn luyện viên Raymond Domenech, Zidane trở lại đội tuyển và ngay lập tức được trao chiếc băng đội trưởng. Với Zidane trở lại, Pháp thi đấu khởi sắc hẳn lên và lọt vào Vòng chung kết World Cup.

### World Cup 2006

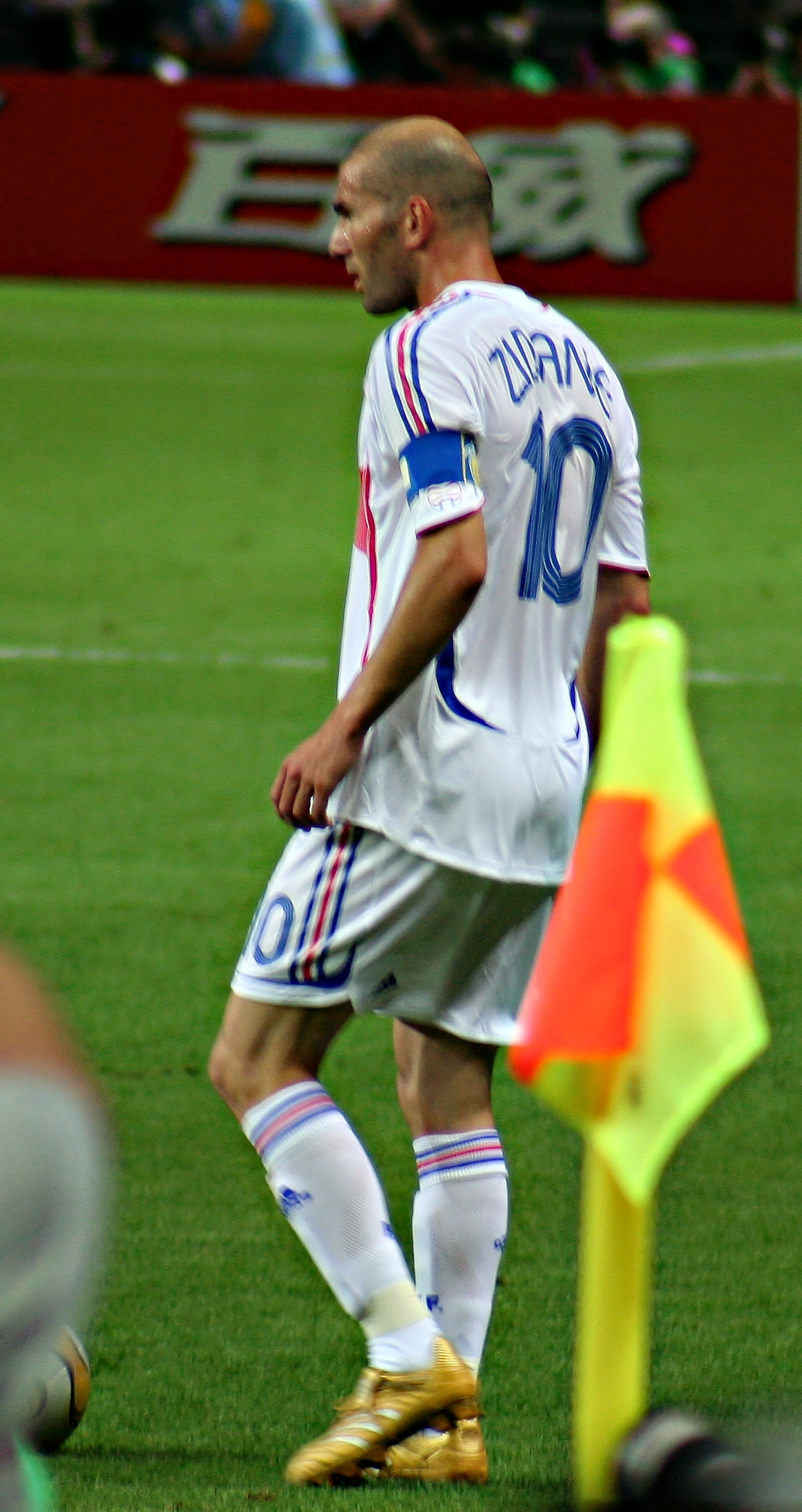
Zidane tại trận chung kết World Cup 2006

Ngày 27 tháng 5 năm 2006, Zidane đạt được cột mốc 100 lần khoác áo đội tuyển quốc gia trong chiến thắng 1-0 trước México, trở thành người Pháp thứ tư đạt được điều này sau Marcel Desailly, Didier Deschamps và Lilian Thuram.
Sau khi bị phải ngồi ngoài đúng vào dịp sinh nhật lần thứ 34 trong trận cuối cùng của vòng bảng do đã lĩnh đủ 2 thẻ vàng, Zidane đã kiến tạo Patrick Vieira ghi bàn và tự mình ghi bàn "kết liễu" Tây Ban Nha vào phút 91 trong trận đấu vòng 2. Pháp gặp lại Brasil ở tứ kết. Lão tướng 34 tuổi này đã làm lu mờ tất cả dàn sao của Brasil gồm cả Ronaldinho, Ronaldo, Robinho, Kaká... bằng một phong độ đỉnh cao. Từ đường sút phạt của ông, Thierry Henry đã ghi bàn thắng quyết định đem về chiến thắng 1-0. Zidane được bầu chọn là Man of the Match.
Sau khi ghi bàn quyết định giúp Pháp loại Bồ Đào Nha ở bán kết, Zidane lại một lần nữa lập công trong trận chung kết World Cup bằng cú sút phạt penalty hất bóng kì diệu kiểu panenka. Tuy nhiên, ông đã bị truất quyền thi đấu ở phút thứ 110 của hiệp phụ thứ 2 sau khi thực hiện cú thiết đầu công vào ngực của Marco Materazzi do cầu thủ này trước đó đã buông ra những lời lăng mạ, chửi nhục Zidane. Thiếu ông, một lần nữa, Pháp thất thủ, nhưng lần này là trên chấm phạt đền oan nghiệt.
Tuy nhiên, sau đó, Zidane đã được trao giải thưởng "Quả bóng Vàng" World Cup.
Ông và các đồng đội được chào đón ở quê nhà như những người hùng. Chính Tổng thống Jacques Chirac ca ngợi Zidane là một "người đàn ông của nhiệt huyết".
Tuy nhiên, ông vẫn phải chấp nhận hình phạt "lao động công ích" của FIFA trong một số hoạt động từ thiện sau đó, dù ông đã giã từ sự nghiệp thi đấu.

## Những bàn thắng đáng nhớ nhất
Zidane lập cú đúp ngay trong lần đầu ra mắt đội tuyển quốc gia trước Cộng hòa Séc trong đó có một cú sút xa từ cự li khoảng 30m năm 1996.
Zidane đã ghi bàn thắng từ một cú vuốt bóng từ khoảng cách 40m (gần nửa sân) trong trận đấu với Betis tại cúp UEFA năm 1996.
Ngày 27 tháng 5 năm 1997, Zidane trở thành người ghi bàn thắng đầu tiên trên sân Stade de France trong trận đấu khánh thành sân với đội tuyển Tây Ban Nha.
Zidane lập cú đúp trong chung kết World Cup 1998 bằng hai cú đánh đầu. Ông cũng ghi bàn trong trận chung kết World Cup 2006. Zidane trở thành cầu thủ thứ tư trong lịch sử World Cup ghi bàn trong 2 trận chung kết World Cup, cùng với Pelé, Paul Breitner, và Vavá. Ông cũng cùng với Vavá, Pelé và Geoff Hurst là những cầu thủ ghi được nhiều bàn thắng nhất trong các trận chung kết World Cup với 3 bàn.
Zidane ghi Bàn thắng vàng để loại Bồ Đào Nha ở Bán kết Euro 2000.
Zidane đã tung một cú vô lê tuyệt đẹp từ khoảng cách 20 m làm tung lưới Bayer Leverkusen trong trận chung kết Champions League mùa 2001-2002. Đây được xem là một trong những siêu phẩm kinh điển nhất của làng bóng đá. Điều đáng nói là Zidane đã thực hiện cú sút bằng chân trái, không phải chân thuận của ông.
Zidane đã lập cú đúp vào lưới của đội tuyển Anh tại vòng chung kết Euro 2004, giúp Pháp lội ngược dòng thắng 2-1 chỉ trong chưa đầy vài phút bù giờ cuối cùng của trận đấu, trong đó có một cú sút phạt hàng rào mẫu mực ở phút 90 và một quả penalty thành công ở phút 93.

## Phong cách thi đấu
Nhiều HLV đã ca ngợi kỹ năng và tầm quan trọng của Zidane trong lịch sử bóng đá, chẳng hạn như huấn luyện viên Brazil Carlos Alberto Parreira, người đã gọi Zidane là "một con quái vật" vì màn trình diễn và khả năng của anh ấy. Huấn luyện viên người Đức Franz Beckenbauer tuyên bố, "Zidane là một trong những cầu thủ vĩ đại nhất trong lịch sử, một cầu thủ thực sự vĩ đại." Huấn luyện viên đội tuyển Ý, Marcello Lippi, người cũng từng huấn luyện Zidane, cho biết, "Tôi nghĩ Zidane là tài năng vĩ đại nhất mà chúng tôi từng biết trong bóng đá hai mươi năm qua. " Cựu huấn luyện viên đội tuyển Anh Kevin Keegan nói," Bạn nhìn vào Zidane và nghĩ 'Tôi chưa bao giờ thấy một cầu thủ nào như vậy.' Điều khiến Zidane trở nên khác biệt là cách anh ấy điều khiển bóng đá, mua cho mình không gian không có ở đó. Thêm tầm nhìn của anh ấy và điều đó khiến anh ấy trở nên rất đặc biệt. " Tại World Cup 1998, HLV người Ý Cesare Maldini nói," Tôi sẽ từ bỏ năm cầu thủ để có Zidane trong đội hình của tôi. "
Trong số những người bạn cùng chơi với mình, tiền đạo người Thụy Điển Zlatan Ibrahimović nhận xét: "Zidane đến từ một hành tinh khác. Khi Zidane bước lên sân, mười chàng trai khác đột nhiên trở nên tốt hơn. Chỉ đơn giản vậy thôi. David Beckham đã mô tả Zidane là "vĩ đại nhất mọi thời đại ". Ngôi sao của Barcelona, Xavi đã tuyên bố trong một cuộc phỏng vấn năm 2010 rằng Zidane là" cầu thủ xuất sắc nhất trong những năm 90 và đầu những năm 2000 ", trong khi hậu vệ người Brazil và đồng đội cũ của Madrid, Roberto Carlos đã nói về Zidane, "Anh ấy là cầu thủ xuất sắc nhất mà tôi từng thấy. Những người ủng hộ đã đến sân Bernabéu sớm hơn chỉ để xem anh ấy khởi động." Cầu thủ người Brazil Ronaldinho nói, "Zidane là một trong những cầu thủ xuất sắc nhất mọi thời đại, một trong những thần tượng của tôi. Anh ấy có vẻ ngoài thanh lịch và duyên dáng, một cú chạm bóng tuyệt vời và tầm nhìn tuyệt vời. " Tiền vệ người Bỉ Eden Hazard coi Zidane là" người giỏi nhất từ trước đến nay ", và lớn lên anh ấy học hỏi từ thần tượng của mình bằng cách" xem anh ấy trên truyền hình và trực tuyến trong nhiều giờ. "Thể hiện kỹ năng với một loạt các bước di chuyển như cú đánh bóng La Roulette đặc trưng của anh ấy, vượt qua bước và kiểm soát bóng gần, cựu tuyển thủ Brazil Rivaldo nói, "Sự thanh lịch của anh ấy trong chuyển động trên sân và kỹ năng của anh ấy thật kỳ lạ."  Nhà báo Sid Lowe viết. , "Zidane là câu trả lời của bóng đá cho Bolshoi Ballet. Trên hết, Zidane là sự thanh lịch." Năm 2005, khi Zidane trở lại đội tuyển quốc gia Pháp, đồng đội của anh, Thierry Henry, đã nói, "Ở Pháp, mọi người đều nhận ra rằng Chúa tồn tại, và rằng anh ấy đã trở lại đội tuyển quốc tế của Pháp. " Zidane đã được các nhà thể thao bên ngoài bóng đá ca ngợi; Sau khi chứng kiến bàn thắng của Zidane vào lưới Deportivo La Coruña vào tháng 1 năm 2002, nơi anh ấy rê bóng sang phải rồi sang trái, xoay người hậu vệ từ trong ra ngoài, trước khi ghi bàn bằng chân trái, cầu thủ bóng rổ Magic Johnson nói, "Một trong những đêm đầy cảm hứng nhất của tôi cuộc sống. Zidane là một hiện tượng. "
Được ESPN đánh giá là "thiên tài hoàn hảo", Zidane sở hữu một pha chạm bóng xuất sắc đầu tiên, và còn được biết đến với kỹ năng rê bóng, sử dụng đòn bẩy, đi bóng sang trọng và sự sáng tạo. Anh ấy có khả năng sử dụng cả hai chân, mặc dù thuận chân phải một cách tự nhiên. Kỹ thuật và sự phối hợp của anh ấy cho phép anh ấy thực hiện các cú sút và vô lê với sức mạnh và độ chính xác cực cao, đặc biệt là từ bên ngoài vòng cấm; anh cũng là một chuyên gia sút phạt và sút phạt. Một cầu thủ tấn công đẳng cấp thế giới, vị trí tự nhiên của Zidane là một số 10 cổ điển ở phía sau các tiền đạo. Anh ấy cũng có khả năng chơi như một tiền đạo thứ hai, hoặc ở vị trí lùi sâu hơn ở hàng tiền vệ, như một tiền vệ trung tâm hoặc một tiền vệ lùi sâu, nhờ khả năng điều phối các lối chơi tấn công của đội mình từ sâu với tầm nhìn và đường chuyền của anh ấy. Vì vậy, anh ấy có khả năng kiến tạo và ghi bàn, mặc dù không phải là cầu thủ ghi nhiều bàn thắng nhất và cũng không phải là người kiến tạo hiệu quả nhất trong suốt sự nghiệp của mình. Mặc dù không được biết đến với khả năng đánh đầu, nhưng chiều cao và sức mạnh thể chất của anh ấy cũng cho phép anh ấy hoạt động hiệu quả, và chứng kiến anh ấy ghi một số cú đánh đầu quan trọng trong suốt sự nghiệp của mình. Anh ấy cũng đã nhận được lời khen ngợi từ các quản lý của mình cho tỷ lệ làm việc phòng thủ của mình. Mặc dù không phải là cầu thủ nhanh nhất, nhưng anh ấy sở hữu sự nhanh nhẹn và tăng tốc tốt, cũng như khả năng giữ thăng bằng và sự tinh tế đặc biệt khi đi bóng. Anh ta cũng có cảm giác vị trí tuyệt vời và nhận thức không gian xuất sắc. Dù có tính cách dè dặt và khiêm tốn, các cựu huấn luyện viên Juventus của ông là Lippi và Ancelotti cũng ca ngợi Zidane là một cầu thủ của đội, người mà các đồng đội của ông có thể dựa vào. Bất chấp những lời khen ngợi mà Zidane nhận được từ các chuyên gia về khả năng chơi bóng của mình, anh ấy cũng bị giới truyền thông chỉ trích về tính khí và kỷ luật của mình, và vì hành vi bạo lực thường xuyên của anh ấy trên sân, dẫn đến những trường hợp bị xử lý kỷ luật đối với anh ấy; Anh ấy cũng bị một số người cáo buộc trong môn thể thao này là trôi dạt trong và ngoài trận đấu, và thiếu tố chất lãnh đạo, mặc dù anh ấy có thể khẳng định mình là một cầu thủ kiên định và quyết đoán, người cũng là một đội trưởng có ảnh hưởng ở cấp độ quốc tế trong suốt sự nghiệp của mình.
Zidane đã ba lần được vinh danh là Cầu thủ xuất sắc nhất năm của FIFA, một thành tích mà chỉ Ronaldo, Lionel Messi và Cristiano Ronaldo mới đạt được. Năm 2002, ESPN mô tả Zidane là "cầu thủ vĩ đại nhất thế giới trong trận đấu lớn nhất thế giới". Trong một cuộc thăm dò của FIFA năm 2002, Zidane được chọn vào Đội hình trong mơ của FIFA World Cup. Năm 2004, anh được UEFA bầu chọn là Cầu thủ châu Âu xuất sắc nhất trong 50 năm qua và có tên trong danh sách FIFA 100 những cầu thủ còn sống vĩ đại nhất thế giới. Trong một cuộc thăm dò năm 2004 do tờ báo Pháp Journal du Dimanche thực hiện, Zidane được bình chọn là "Cầu thủ người Pháp nổi tiếng nhất mọi thời đại". Năm 2014, trong một cuộc thăm dò do kênh truyền hình Pháp TF1 thực hiện, Zidane được bầu chọn là cầu thủ xuất sắc nhất lịch sử giải VĐQG Pháp. Năm 2016, trong một nghiên cứu do tờ Le Parisien của Pháp dẫn lại, Zidane được vinh danh là "cầu thủ Pháp xuất sắc nhất mọi thời đại".

## Sự nghiệp huấn luyện viên
Sau khi giã từ sân cỏ, Zidane trở lại câu lạc bộ Real Madrid để làm việc với vai trò là cố vấn cho chủ tịch câu lạc bộ. Ông từng là Giám đốc thể thao của câu lạc bộ này. Năm 2013, Zidane là trợ lý huấn luyện viên của Real Madrid vào góp phần đưa Real Madrid đến chức vô địch Champions League lần thứ 10 trong lịch sử. Năm 2014, Zidane được bổ nhiệm làm huấn luyện viên trưởng của đội trẻ Real Madrid.

### Real Madrid

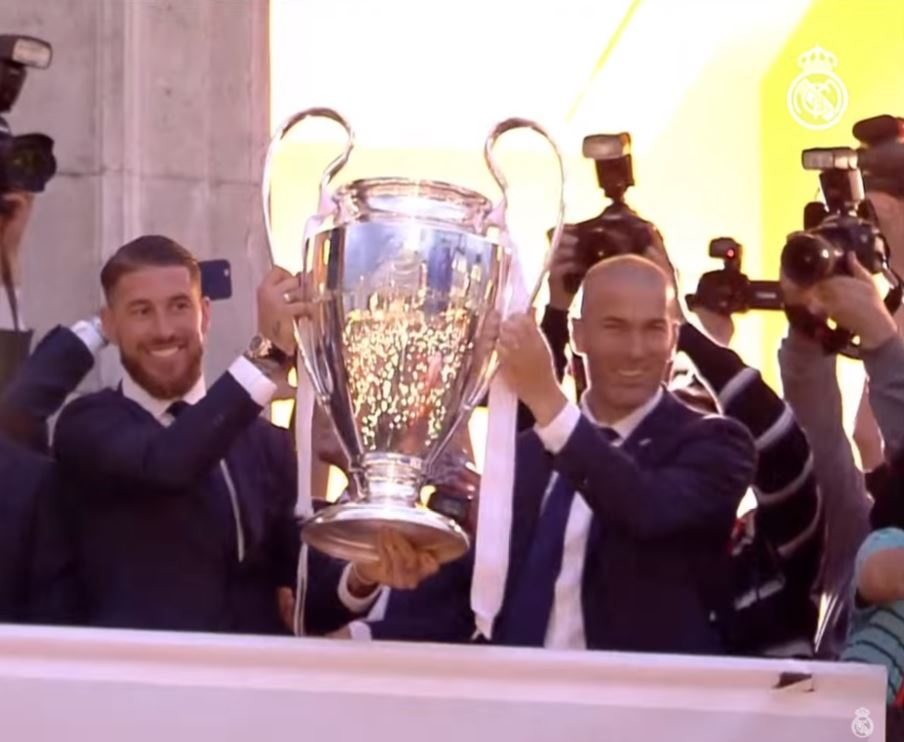
Zidane (phải) với đội trưởng Real Madrid Sergio Ramos nâng cao danh hiệu UEFA Champions League 2016

Ngày 4 tháng 1 năm 2016, Zinedine Zidane đã chính thức trở thành huấn luyện viên trưởng của Real Madrid sau khi Chủ tịch Florentino Pérez quyết định sa thải Rafael Benítez.. Nhưng ở mùa giải đầu tiên tại Santiago Bernabeu, Zidane đã đạt được kết quả vô cùng ấn tượng với 1 chức vô địch UEFA Champions League 2016 sau khi đánh bại đội bóng cùng thành phố Atletico Madrid với tỷ số 5-3 trên chấm luân lưu 11m, sau khi hòa 1-1 sau 120 phút ở San Siro. Đồng thời, Real Madrid cũng đã về nhì ở La Liga.
Năm 2017, Zidane đã bảo vệ thành công chức vô địch UEFA Champions League sau khi Real Madrid đánh bại Juventus với tỉ số 4-1 trong trận chung kết. Đây là một kỷ lục bởi trước đó chưa từng đội nào bảo vệ thành công chức vô địch UEFA Champions League kể từ khi giải đấu này đổi tên năm 1992. Cũng trong mùa giải này, Real Madrid vô địch La Liga.
Năm 2018, ông tiếp tục cùng các học trò bảo vệ chức vô địch Champions League lần thứ 3 liên tiếp sau khi đánh bại Liverpool 3-1 tại trận chung kết. Chỉ 5 ngày sau, ông đã quyết định từ chức trong vinh quang.

### Trở lại Real Madrid
Ngày 12 tháng 3 năm 2019, Zidane trở lại dẫn dắt Real Madrid. Năm 2020, ông giúp Real Madrid vô địch La Liga. Ông từ chức huấn luyện viên trưởng Real Madrid sau mùa giải 2020-21.

## Phong cách huấn luyện
Mặc dù tự khẳng định mình là một trong những huấn luyện viên thành công nhất trong thời đại của mình và trong lịch sử của Real Madrid, Zidane thời gian ở Real Madrid bị một số người coi là bị che lấp bởi một phần may mắn. Tuy nhiên, chiến thuật của Zidane triết học, đặc biệt là sự linh hoạt trong chiến thuật của ông, đã được nhiều người ca ngợi. Phong cách chiến thuật của Zidane, đặc trưng bởi sự linh hoạt trong đội hình và lối đá tấn công, cũng như khả năng đoàn kết phòng thay đồ, được so sánh tích cực với phương pháp huấn luyện của Carlo Ancelotti. Việc sử dụng các quyền thay người trong trận đấu của anh ấy được đặc biệt khen ngợi, vì nhiều người thay thế anh ấy đã dẫn đến chiến thắng, chẳng hạn như giới thiệu Marco Asensio và Lucas Vázquez để cung cấp tốc độ và chiều rộng trước Paris Saint-Germain ở UEFA Champions League để lật ngược tỷ số 1– Thâm hụt 0 thành chiến thắng 3–1. Việc anh giới thiệu Gareth Bale vì những lý do tương tự trong trận Chung kết UEFA Champions League 2018 cũng gặt hái những phần thưởng tương tự. Người ta cũng lưu ý rằng đội của anh ấy tập trung vào tấn công từ hai bên cánh, trong khi anh ấy được ghi nhận vì đã tái lập đội hình 4–4–2 kim cương trong bóng đá đương đại.
Mặt khác, một số người cho rằng vai trò của Zidane tập trung hơn vào việc đưa ra kết quả và thống nhất phòng thay đồ, thay vì có một sơ đồ chiến thuật cố định. Zidane nhấn mạnh tầm quan trọng của mức độ thể chất của các cầu thủ và ưu tiên chọn những cầu thủ có tác động hơn một hệ thống xác định. Trong thời gian ở Real Madrid, anh ấy đã sử dụng một số đội hình, bao gồm 4–3–3, 4–2–3–1, 4–4–2, và 3–5–2, để tìm ra hệ thống phù hợp nhất với người chơi của anh ấy, và đã được ghi nhận là đã sử dụng "hệ thống đơn giản", "... để người chơi của anh ấy có quyền tự do cần thiết để chứng tỏ sự vượt trội của họ." Như vậy, mặc dù anh ấy không được coi là là một nhà sáng tạo chiến thuật, anh ấy đã được ca ngợi vì cách tiếp cận cân bằng của mình với tư cách là một huấn luyện viên, và có kỹ năng lãnh đạo và khả năng quản lý và động viên một số cầu thủ đẳng cấp thế giới, tạo ra một môi trường đồng đội tốt, thúc đẩy mối quan hệ chuyên nghiệp và tâm lý chiến thắng mạnh mẽ; anh ấy cũng đã chứng tỏ khả năng luân chuyển cầu thủ và tận dụng tốt nhất đội của mình, điều này đã đóng một vai trò quan trọng trong thành công của anh ấy. Vào năm 2019, anh ấy nhận xét "Bạn hỏi tôi về hai cầu thủ nhưng điều khiến tôi quan tâm là nhóm. Karim quan trọng đối với đội, không chỉ vì mục tiêu của anh ấy. Casemiro mang lại rất nhiều sự cân bằng, nhưng không chỉ vậy. Mọi người đều đóng góp điều gì đó cho đội theo cách riêng của họ trên sân ". Về vai trò huấn luyện của mình tại Real Madrid, Zidane nhận xét vào năm 2018: "Khi bạn làm việc với những cầu thủ chất lượng cao, họ biết cách quản lý những giai đoạn đó của trận đấu khi bạn chơi không tốt, và họ đưa mọi thứ trở lại đúng hướng rất nhanh chóng. Công việc của tôi là giữ cho mọi người bình tĩnh! " Hai trong số những ảnh hưởng chính của anh ấy với tư cách là người quản lý là những người quản lý cũ của anh ấy Marcello Lippi và Carlo Ancelotti.

## Những điểm đáng chú ý khác
- Zidane chỉ sút hỏng penalty 1 lần duy nhất trong màu áo đội tuyển Pháp. Đó là trận giao hữu với đội tuyển Trung Quốc vào ngày 7 tháng 6 năm 2006 tại St Etienne.
- Zidane chưa bao giờ được khoác áo CLB Marseille, quê hương ông dù ông rất khao khát điều này. Ông cũng chưa từng được thử sức tại Premier League và Bundesliga.
- Zidane là cầu thủ duy nhất giành được giải thưởng "Cầu thủ xuất sắc nhất" trong cả World Cup (2006) và Euro (2000).
- Zidane đạt giải thưởng "Quả bóng vàng thế giới" của FIFA với 3 lần (1998, 2000 và 2003)
- Zidane đã sưu tập đủ cả Quả bóng Vàng, Bạc và Đồng của tạp chí France Football.
- Trong số rất nhiều các danh hiệu đạt được, Zidane chưa bao giờ giành được chiếc cúp Quốc gia.
- Zidane là một cầu thủ rất hiền nhưng khá nóng tính. Tính cả cuộc đời cầu thủ 18 năm, ông phải nhận tất cả 14 thẻ đỏ:
  - 3 thẻ đỏ trong màu áo Bordeaux: ngày 18 tháng 9 năm 1993 trong trận OM-Bordeaux, ngày 22 tháng 8 năm 1995 trong trận Bordeaux-Karlsruhe, ngày 27 tháng 10 năm 1995 trong trận Martigues-Bordeaux.
  - 6 thẻ đỏ với Juventus: ngày 2 tháng 9 năm 1996 trong trận Perugia-Juventus, ngày 5-1-1997 trong trận Parma-Juventus, ngày 25-10-1998 trong trận Juventus-Inter Milan, ngày 17 tháng 10 năm 1999 trong trận AS Roma-Juventus, ngày 26 tháng 9 năm 2000 trong trận Juventus-Deportivo, ngày 24 tháng 10 năm 2000 trong trận Juventus-Hamburg.
  - 3 thẻ đỏ với Real Madrid: ngày 11 tháng 2 năm 2004 trong trận FC Sévilla-Real Madrid, ngày 1 tháng 5 năm 2004 trong trận Deportivo-Real Madrid, ngày 23 tháng 5 năm 2005 trong trận Real-Madrid-Villarreal.
  - 2 thẻ đỏ với đội tuyển Pháp: ngày 18 tháng 6 năm 1998 trong trận Pháp-Ả Rập Xê Út, ngày 9 tháng 7 năm 2006 trong trận Pháp-Italia. Với 2 chiếc thẻ đỏ trong hai kì World Cup, Zidane là cầu thủ phải nhận nhiều thẻ đỏ nhất trong lịch sử Cup thế giới (cùng Rigobert Song của Cameroon).

Cộng thêm 4 chiếc thẻ vàng trong các kì World Cup, Zidane là cầu thủ lĩnh nhiều thẻ phạt nhất Cúp thế giới (6 thẻ, bằng với Cafu của Brazil).
- Zidane là cầu thủ thứ tư bị đuổi trong trận chung kết World Cup (World Cup 2006).

## Cuộc sống cá nhân
Zidane khẳng định mình là một tín đồ Hồi giáo. Ông đã gặp người tình của mình, một vũ công người Pháp gốc Tây Ban Nha tên là Véronique Fernandez, trong khi đang chơi cho Cannes trong mùa 1991-92. Hai người đã có bốn con trai: Enzo Alan Zidane Fernandez (24-03-1995), Luca Zinedine Zidane Fernandez (13-05-1998), Théo Zidane Fernandez (18-05-2002), Elyaz Zidane Fernández (26-12-2005).
Hiện Enzo, Luca, Theo và Elyaz Zidane Fernandez đang là thành viên của học viện bóng đá Real Madrid. Enzo là tiền vệ của đội Real Madrid Castilla (Real Madrid B), Luca là thủ môn của đội trẻ Juvenil A, Theo là tiền vệ của đội trẻ Infantil A và Elyaz là tiền vệ đội trẻ Alevin B.
Zidane là một người kín đáo, hiền lành trong cuộc sống, rất tận tâm với gia đình.

## Đánh giá
- Pelé: Zidane đã diễn trò ảo thuật trong trận đấu (sau khi Brazil thua Pháp 0-1 tại World Cup 2006)
- Franz Beckenbauer: Zidane là một trong những cầu thủ vĩ đại nhất trong lịch sử, một cầu thủ thật sự kì diệu.
- HLV Marcello Lippi: Zidane là tài năng kiệt xuất nhất thế giới trong 20 năm qua. Tôi rất vinh dự vì đã làm huấn luyện viên của anh ấy[23].
- Michel Platini: Xét về mặt kĩ thuật, tôi cho rằng anh ấy là ông vua của những kĩ năng cơ bản trong bóng đá: kiểm soát bóng và chuyền bóng. Tôi không nghĩ có cầu thủ nào sánh kịp với anh ấy trong việc nhận bóng và điều chỉnh trái bóng
- Cesare Maldini: Nếu được thì tôi sẵn sàng bỏ 5 cầu thủ để có được Zidane trong đội hình của tôi
- Kevin Keegan: Bạn xem Zidane và tự nhủ: mình chưa bao giờ thấy một cầu thủ như vậy cả. Diego Maradona là một cầu thủ vĩ đại. Johan Cruyff là một cầu thủ vĩ đại. Họ khác nhau nhưng vẫn có nét tương đồng. Thứ làm cho Zidane nổi trội hơn là cách mà anh ấy chơi bóng, tự tạo ra không gian cho riêng mình. Và cả tầm nhìn của anh ấy nữa, nó khiến cho anh ấy trở nên vô cùng đặc biệt.
- Cựu huấn luyện viên ĐT Brazil Carlos Alberto Parreira: Zidane là một con quái vật
- David Beckham: Với tôi thì anh ấy là cầu thủ vĩ đại nhất mọi thời đại.
- Roberto Carlos: Đó là cầu thủ xuất sắc nhất mà tôi đã nhìn thấy. Ronaldo là "người ngoài hành tinh", nhưng Zizou lại có một cái gì ngoài cả phạm vi đó.
- Rivaldo: Cách di chuyển tao nhã của anh trên sân và các kĩ năng của anh là vô đối.
- Marcel Desailly: Kĩ năng chơi bóng của anh ấy là ngoài sức tưởng tượng.
- Thierry Henry: Ở Pháp mọi người đều nhận thấy rằng Chúa trời đang tồn tại và rằng anh ấy đang trở lại đội tuyển Pháp. Chúa trời đã trở lại.
- Romario: Messi là một cầu thủ giỏi nhưng tôi mới là người nằm trong top 3. Đó là tôi, Pele và Maradona. Tôi nghĩ nếu có thể điền thêm thì cái tên tôi chọn là Zinedine Zidane[24].
- Xavi: Zidane là cầu thủ xuất sắc nhất của những năm 90 và đầu những năm 2000
- Xabi Alonso: Những thứ mà anh ấy có thể làm được trong bóng đá là niềm mơ ước của hầu hết giới cầu thủ chúng tôi[25].
- Zlatan Ibrahimovic: Zidane đến từ một hành tinh khác. Khi có Zidane trên sân, 10 cầu thủ còn lại bỗng dưng chơi tốt hẳn lên. Chỉ đơn giản thế thôi[26].
- Sir Alex Ferguson: Chỉ cần cho tôi Zidane và 10 khúc gỗ, tôi sẽ vô địch Champions League.

## Các đội đã thi đấu
- AS Cannes (1988-1992)
- Bordeaux (1992-1996)
- Juventus (tháng 7 năm 1996 giá 3 triệu bảng Anh- tháng 7, 2001)
- Real Madrid (tháng 7, 2001 giá 47 triệu bảng Anh-2006)
- Pháp (1994-2004) (2005-2006)

## Thống kê sự nghiệp
| #  | Ngày                 | Địa điểm                                                 | Đối thủ      | Bàn thắng | Kết quả     | Giải đấu                 |
| -- | -------------------- | -------------------------------------------------------- | ------------ | --------- | ----------- | ------------------------ |
| 1  | 17 tháng 8 năm 1994  | Sân vận động Chaban-Delmas, Bordeaux, Pháp               | Cộng hòa Séc | 1–2       | 2–2         | Giao hữu                 |
| 2  | 17 tháng 8 năm 1994  | Sân vận động Chaban-Delmas, Bordeaux, Pháp               | Cộng hòa Séc | 2–2       | 2–2         | Giao hữu                 |
| 3  | 6 tháng 9 năm 1995   | Sân vận động Abbé-Deschamps, Auxerre, Pháp               | Azerbaijan   | 7–0       | 10–0        | Vòng loại Euro 1996      |
| 4  | 11 tháng 10 năm 1995 | Sân vận động Steaua, Bucharest, România                  | România      | 3–1       | 3–1         | Vòng loại Euro 1996      |
| 5  | 21 tháng 2 năm 1996  | Sân vận động Costières, Nîmes, Pháp                      | Hy Lạp       | 3–1       | 3–1         | Giao hữu                 |
| 6  | 11 tháng 6 năm 1997  | Sân vận động Công viên các Hoàng tử, Paris, Pháp         | Ý            | 1–0       | 2–2         | Tournoi de France 1997   |
| 7  | 28 tháng 1 năm 1998  | Stade de France, Saint-Denis, Pháp                       | Tây Ban Nha  | 1–0       | 1–0         | Giao hữu                 |
| 8  | 25 tháng 2 năm 1998  | Sân vận động Vélodrome, Marseille, Pháp                  | Na Uy        | 2–1       | 3–3         | Giao hữu                 |
| 9  | 27 tháng 5 năm 1998  | Sân vận động Mohammed V, Casablanca, Maroc               | Bỉ           | 1–0       | 1–0         | King Hassan II Cup 1998  |
| 10 | 12 tháng 7 năm 1998  | Stade de France, Saint-Denis, Pháp                       | Brasil       | 1–0       | 3–0         | World Cup 1998           |
| 11 | 12 tháng 7 năm 1998  | Stade de France, Saint-Denis, Pháp                       | Brasil       | 2–0       | 3–0         | World Cup 1998           |
| 12 | 8 tháng 9 năm 1999   | Sân vận động Hrazdan, Yerevan, Armenia                   | Bỉ           | 2–1       | 3–2         | Vòng loại Euro 2000      |
| 13 | 23 tháng 2 năm 2000  | Stade de France, Saint-Denis, Pháp                       | Ba Lan       | 1–0       | 1–0         | Giao hữu                 |
| 14 | 4 tháng 6 năm 2000   | Sân vận động Mohammed V, Casablanca, Maroc               | Nhật Bản     | 1–0       | 2–2         | King Hassan II Cup 2000  |
| 15 | 25 tháng 6 năm 2000  | Sân vận động Jan Breydel, Brugge, Bỉ                     | Tây Ban Nha  | 1–0       | 2–1         | Euro 2000                |
| 16 | 28 tháng 6 năm 2000  | Sân vận động Nhà vua Baudouin, Bruxelles, Bỉ             | Bồ Đào Nha   | 2–1       | 2–1         | Euro 2000                |
| 17 | 27 tháng 2 năm 2001  | Stade de France, Saint-Denis, Pháp                       | Đức          | 1–0       | 1–0         | Giao hữu                 |
| 18 | 24 tháng 3 năm 2001  | Stade de France, Saint-Denis, Pháp                       | Nhật Bản     | 1–0       | 5–0         | Giao hữu                 |
| 19 | 27 tháng 3 năm 2002  | Stade de France, Saint-Denis, Pháp                       | Scotland     | 1–0       | 5–0         | Giao hữu                 |
| 20 | 29 tháng 3 năm 2003  | Sân vận động Bollaert-Delelis, Lens, Pas-de-Calais, Pháp | Malta        | 4–0       | 6–0         | Vòng loại Euro 2004      |
| 21 | 29 tháng 3 năm 2003  | Sân vận động Bollaert-Delelis, Lens, Pas-de-Calais, Pháp | Malta        | 6–0       | 6–0         | Vòng loại Euro 2004      |
| 22 | 2 tháng 4 năm 2003   | Sân vận động Renzo Barbera, Palermo, Ý                   | Israel       | 2–0       | 2–1         | Vòng loại Euro 2004      |
| 23 | 6 tháng 6 năm 2004   | Stade de France, Saint-Denis, Pháp                       | Ukraina      | 1–0       | 1–0         | Giao hữu                 |
| 24 | 13 tháng 6 năm 2004  | Sân vận động Ánh sáng, Lisboa, Bồ Đào Nha                | Anh          | 1–1       | 2–1         | Euro 2004                |
| 25 | 13 tháng 6 năm 2004  | Sân vận động Ánh sáng, Lisboa, Bồ Đào Nha                | Anh          | 2–1       | 2–1         | Euro 2004                |
| 26 | 21 tháng 6 năm 2004  | Sân vận động Cidade de Coimbra, Coimbra, Bồ Đào Nha      | Thụy Sĩ      | 1–0       | 3–1         | Euro 2004                |
| 27 | 17 tháng 8 năm 2005  | Sân vận động Mosson, Montpellier, Pháp                   | Bờ Biển Ngà  | 2–0       | 3–0         | Giao hữu                 |
| 28 | 12 tháng 10 năm 2005 | Stade de France, Saint-Denis, Pháp                       | Síp          | 1–0       | 4–0         | Vòng loại World Cup 2006 |
| 29 | 27 tháng 6 năm 2006  | Niedersachsenstadion, Hannover, Đức                      | Tây Ban Nha  | 3–1       | 3–1         | World Cup 2006           |
| 30 | 5 tháng 7 năm 2006   | Allianz Arena, München, Đức                              | Bồ Đào Nha   | 1–0       | 1–0         | World Cup 2006           |
| 31 | 9 tháng 7 năm 2006   | Sân vận động Olympic, Berlin, Đức                        | Ý            | 1–0       | 1–1 (3–5 p) | World Cup 2006           |

## Danh hiệu

### Cầu thủ
Bordeaux
- UEFA Intertoto Cup: 1995

Juventus
- Serie A: 1997–98, 1998–99
- Supercoppa Italiana: 1997
- UEFA Super Cup: 1996
- Intercontinental Cup: 1996
- UEFA Intertoto Cup: 1999

Real Madrid
- La Liga: 2002–03
- Supercopa de España: 2001, 2003
- UEFA Champions League: 2001–02
- UEFA Super Cup: 2002
- Intercontinental Cup: 2002

U-16 Pháp
- Syrenka Cup: 1987[28]

Pháp
- FIFA World Cup: 1998; á quân: 2006
- UEFA European Championship: 2000

### Huấn luyện viên
Real Madrid
- La Liga: 2016–17,[29] 2019–20
- Supercopa de España: 2017, 2019–20
- UEFA Champions League: 2015–16, 2016–17, 2017–18
- UEFA Super Cup: 2016, 2017
- FIFA Club World Cup: 2016, 2017

Cá nhân
- Huân chương Bắc Đẩu Bội tinh (Légion d'honneur), 1998
- Cầu thủ trẻ xuất sắc nhất nước Pháp, 1994
- Cầu thủ xuất sắc nhất World Cup 2006 (FIFA Golden Ball Award), 2006
- Cầu thủ xuất sắc nhất năm của FIFA năm 1998, 2000, 2003
- Quả bóng vàng châu Âu (Ballon d'or) 1998, Quả bóng Bạc 2000, Quả bóng Đồng 1997.
- Onze vàng 1998, 2000, 2001
- Onze bạc (Onze d'argent), 1997, 2002, 2003
- Onze đồng (Onze de bronze), 1999
- Cầu thủ xuất sắc nhất trong lịch sử của châu Âu [do BBC trao tặng]
- Quả bóng bạc FIFA, 2006
- Quả bóng Đồng FIFA, 1997, 2002
- Cầu thủ xuất sắc nhất giải VĐQG Pháp, 1996
- Cầu thủ nước ngoài xuất sắc nhất Serie A, 1998, 2001
- Cầu thủ nước ngoài xuất sắc nhất La Liga, 2005
- Cầu thủ xuất sắc nhất Euro 2000
- Cầu thủ xuất sắc nhất trận chung kết Champions League, 2002
- Cầu thủ xuất sắc nhất Champions League, 2001-2002,
- Cầu thủ xuất sắc nhất nước Pháp, 1998, 2002
- Cầu thủ xuất sắc nhất của UEFA, 2002
- Cầu thủ xuất sắc nhất châu Âu trong vòng 50 năm qua do UEFA trao tặng, thành viên của 100 huyền thoại sống vĩ đại nhất của bóng đá (FIFA100), 2004
- Vận động viên tiêu biểu nhất của nước Pháp do L'Équipe trao tặng, 1998
- Cầu thủ xuất sắc nhất của World Soccer, 1998
- Cầu thủ của năm của RSS, 1998
- Cầu thủ xuất sắc nhất châu Âu do tạp chí El País (TBN) trao tặng, 1998, 2001, 2002, 2003
- Đứng đầu trong số các nhân vật được yêu thích nhất nước Pháp, 2000, 2007
- Cầu thủ thế kỉ của Pháp do L'Équipe bình chọn, 2000
- Đại sứ thiện chí của LHQ, 2002
- Kỉ niệm chương danh dự của UNFP 2007.
- Cầu thủ xuất sắc nhất Champions League trong 20 năm trở lại đây, 2011.